# Zarčaj
Zarčaj (azerski: Zarçay, ruski: Зарчай) je rijeka u Azerbajdžanu. Teče kroz Mali Kavkaz. Duga je 6 km i ulijeva se u Tartara kao lijeva pritoka. 